# Srettha Thavisin
Srettha Thavisin (Bangkok, 15 de febrero de 1963) es un político y promotor inmobiliario tailandés que ejerció como primer ministro de Tailandia desde agosto de 2023 hasta su destitución en agosto de 2024. Fue el ex director ejecutivo y presidente de Sansiri.
Srettha se educó en Patumkongka y cofundó Sansiri en 1988, que más tarde se convirtió en uno de los promotores inmobiliarios más grandes de Tailandia, lo que llevó a Srettha a convertirse en un magnate inmobiliario. Es un conocido confidente de Thaksin Shinawatra y Yingluck Shinawatra, ex primeros ministros de Tailandia, y fue uno de los tres candidatos a primer ministro del Partido Puea Thai junto con la hija menor de Thaksin, Paetongtarn Shinawatra, y el exfiscal general Chaikasem Nitisiri en las elecciones generales de 2023.
A partir del 22 de agosto de 2023, es el primer ministro designado de Tailandia tras el resultado de la sesión conjunta de ambas cámaras del Parlamento de Tailandia convocada para elegir al nuevo primer ministro que sucederá al primer ministro saliente, general Prayut Chan-o-cha. Asumió el cargo un día después.

## Temprana edad y educación
Srettha Thavisin nació el 15 de febrero de 1963 en Bangkok, Tailandia. Nacido en una familia adinerada, es el único hijo del capitán Amnuay Thawsin y Chodchoi Jutrakul. Srettha está relacionado con cinco familias empresarias chino-tailandesas: Yip in Tsoi, Chakkapak, Jutrakul, Lamsam y Buranasiri. Se graduó con una licenciatura en economía de la Universidad de Massachusetts. Recibió su maestría en Administración de Empresas (MBA) en Finanzas de la Claremont Graduate University.

## Carrera de negocios

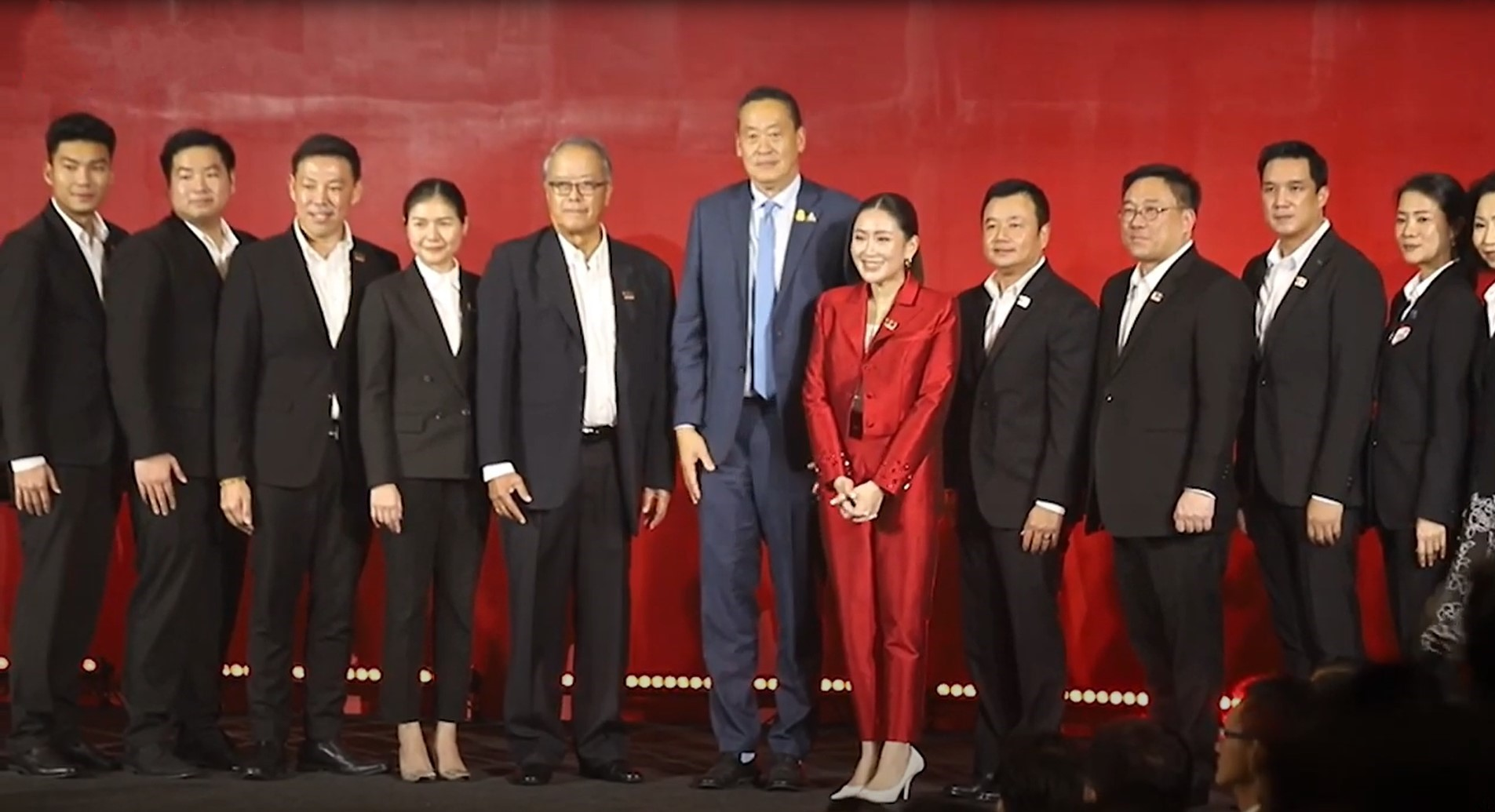
Comité Ejecutivo del Partido Pheu Thai de las elecciones del partido de 2023

Después de graduarse en 1986, se convirtió en subdirector de producto en Procter & Gamble durante 4 años. Posteriormente cofundó Sansiri en 1988, que se convirtió en uno de los promotores inmobiliarios más grandes de Tailandia. Sus principales responsabilidades incluyen la planificación estratégica, la gestión y el impulso del creciente negocio de la empresa según el comité ejecutivo de la empresa. 
En 2020, compró la esquina de la carretera Sarasin cerca del parque Lumpini en Bangkok por 3,9 millones de libras por wah cuadrado (4 m²), una de las compras de terrenos más caras de Tailandia. También en 2020, adquirió una participación del 15% en XSpring Capital Public Company Limited. Gracias a la gestión de Srettha, Sansiri siguió creciendo incluso durante la pandemia de COVID-19. Debido a la ley electoral tailandesa, Srettha no podía poseer ni tener acciones de ninguna empresa. Debido a esto, transfirió todas sus acciones a su hija, Chanada Thavisin, incluidas sus acciones en Sansiri, que ascendían al 4,4% de la empresa el 8 de marzo de 2023.

## Carrera política
Durante la crisis política tailandesa de 2013-2014, se opuso al Comité Popular de Reforma Democrática. Después del golpe de 2014, se vio obligado a presentarse ante el Consejo Nacional para la Paz y el Orden en el auditorio del Ejército Real Tailandés. En noviembre de 2022, anunció que buscaría afiliarse al partido Puea Thai. Durante las elecciones generales tailandesas de 2023, fue seleccionado como uno de los tres candidatos a primer ministro de Pue Thai el 5 de abril de 2023. En las encuestas, regularmente estaba detrás del otro candidato Pue Thai, Paetongtarn, como primer ministro preferido. Comenzó su campaña en Khlong Toei en Bangkok, mientras pronunciaba su primer discurso en la provincia de Phichit. A mediados de abril, en la provincia de Loei, pronunció un discurso en el que dijo que Puea Thai no formaría una coalición con Palang Pracharath y Nación Tailandesa Unida debido a su participación en el golpe de 2014.
Después de las elecciones del 14 de mayo, Pue Thai recibió la segunda mayor cantidad de escaños detrás del Partido Avanzar, y finalmente formó una coalición con Avanzar y otros seis partidos. Sin embargo, Pita Limjaroenrat no logró obtener suficientes votos en la primera ronda de votación parlamentaria el 13 de julio. La segunda nominación de Pita fue posteriormente bloqueada el 19 de julio. Posteriormente, Puea Thai formó una nueva coalición sin Avanzar, que se amplió el 7 de agosto para incluir al Partido Bhumjaithai. Luego, la coalición se expandió nuevamente para incluir al Partido Palang Pracharath y al Partido de la Nación Tailandesa Unida, en contraste con su promesa electoral, y Srettha lo consideró necesario. Después de que el Tribunal Constitucional tailandés desestimara una petición del Defensor del Pueblo para investigar la constitucionalidad del rechazo de Pita por parte del Parlamento, tuvo lugar otra ronda de votaciones parlamentarias el 22 de agosto, donde Srettha pronunció un discurso ante el Parlamento exponiendo sus objetivos como primer ministro antes de responder preguntas. Se esperaba ampliamente que Puea Thai nominara a Srettha, y su candidatura contaría con el apoyo de Thaksin. En ese mismo día, fue elegido por el Parlamento para convertirse en el trigésimo primer ministro de Tailandia tras ser nominado. Tanto en la Cámara de Representantes como en el Senado, Srettha obtuvo 482 votos de un total de 728 votos. Prestará juramento como trigésimo primer ministro de Tailandia ante el rey Maha Vajiralongkorn, en sustitución de Prayut Chan-o-cha. El 14 de agosto de 2024, Srettha Thavisin fue destituida de su cargo por el Tribunal Constitucional de Tailandia tras el nombramiento ilegal de un ministro para el gabinete.

## Cargo de primer ministro
Srettha fue elegido por el parlamento como el próximo primer ministro del país el 22 de agosto de 2023. Tiene el deber de prepararse para formar un gabinete y presentar políticas al parlamento sobre el trabajo durante los próximos cuatro años.

## Vida personal
Está casado con Pakpilai Thavisin, especialista en medicina antienvejecimiento. Con Pakpilai tienen dos hijos, Napat Thavisin y Warat Thavisin, y una hija, Chananda Thavisin. Es coleccionista de baúles de viaje clásicos, como los fabricados por Louis Vuitton. Srettha también es partidario del Liverpool FC y también contribuye a la Academia Sansiri, que entrena jugadores de fútbol en Tailandia.